# استعادة البراري

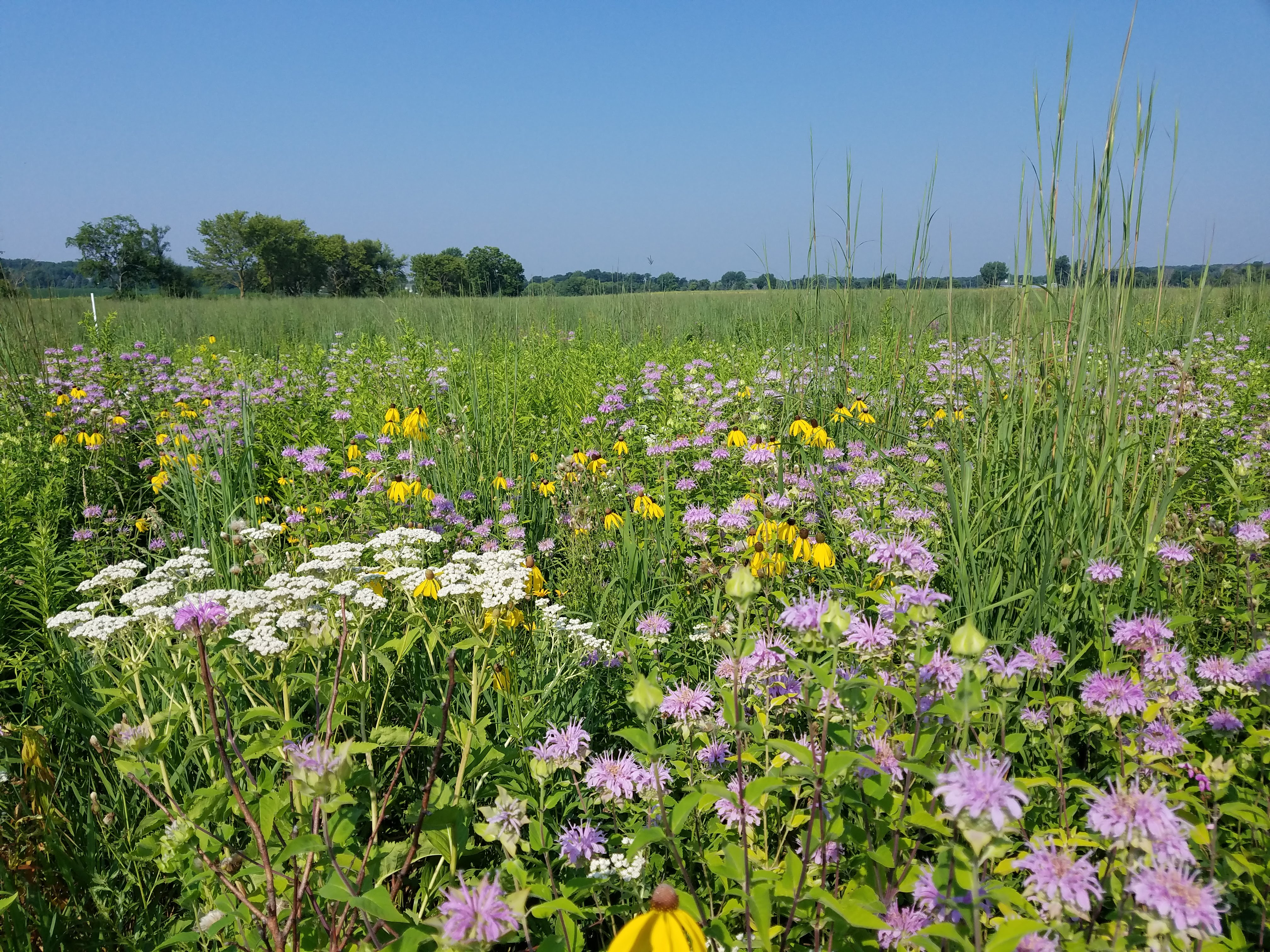
براري طويلة القامة في إلينوي.

استعادة البراري، وهي الجهود البيئية المبذولة لاستعادة أراضي البراري التي دُمرت بسبب التنمية الصناعية أو الزراعية أو التجارية أو السكنية. على سبيل المثال، امتلكت ولاية إلينوي الأمريكية ذات مرة أكثر من 35,000 ميلًا مربعًا (91000 كيلو مترًا مربعًا) من أراضي البراري، وأما الآن فهي تمتلك 3 أميال مربعة (7.8 كيلو مترًا مربعًا) من أراضي البراري الأصلية تلك فقط.

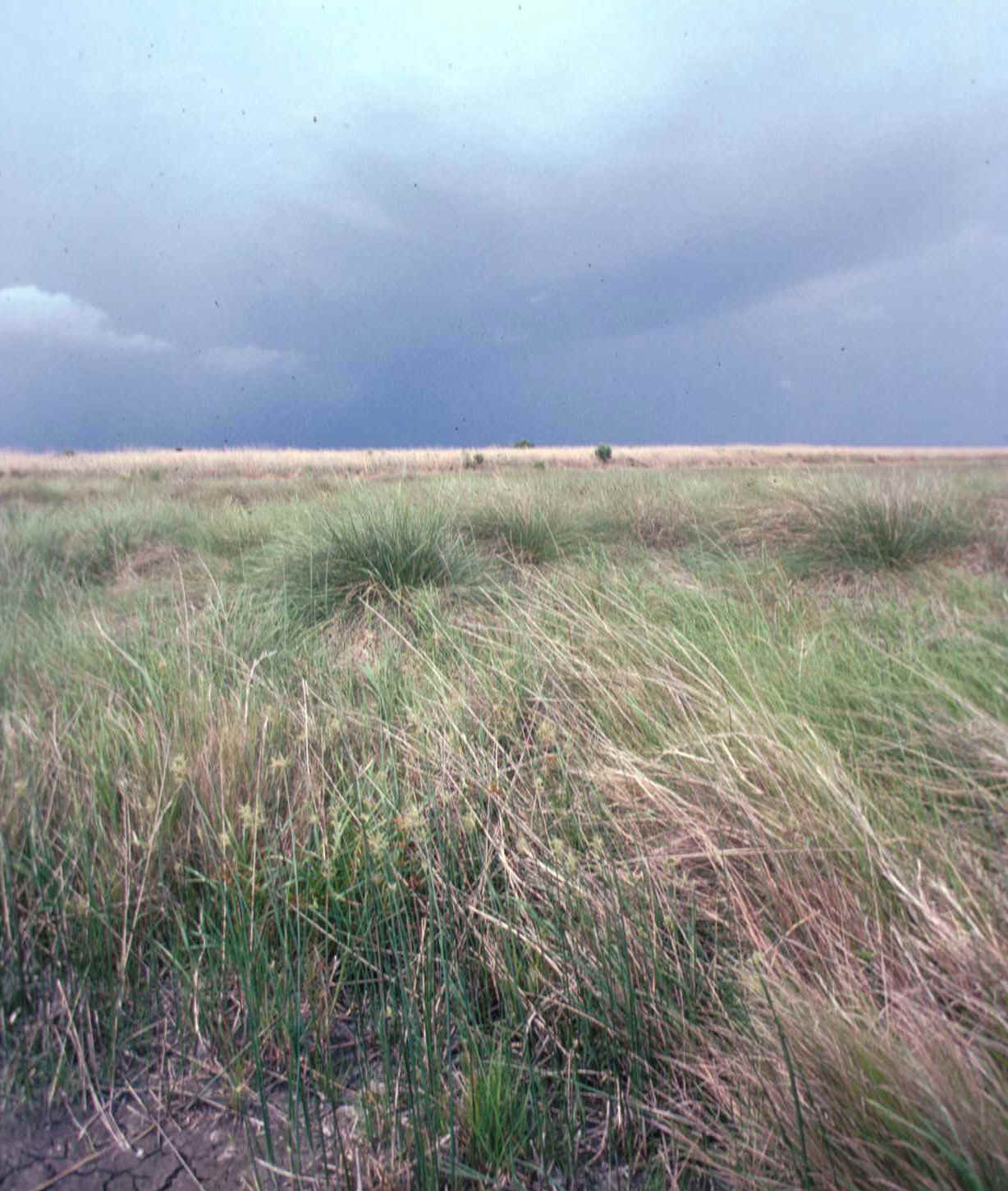
مشروع استعادة البراري الساحلية في تكساس.

## الهدف
تُساعد استعادة البراري من الناحية البيئية في الحفاظ على التربة السطحية للأرض، والتي غالبًا ما تتعرض للتعرية من الرياح والأمطار عندما تُحرث البراري لإفساح المجال للتجارة الجديدة. على العكس من ذلك، أصبحت الكثير من أراضي البراري حقولًا خصبة تزُرع فيها محاصيل الحبوب من الذرة والشعير والقمح.
تُعد العديد من نباتات البراري شديدة المقاومة للجفاف ودرجات الحرارة القصوى والأمراض والآفات الحشرية الأصلية، وكثيرًا ما تُستخدم في مشاريع الحدائق الجافة في المناطق القاحلة من الغرب الأمريكي.
يمكن أن يكون مشروع استعادة أراضي البراري كبيرًا أو صغيرًا، ويُمكن لتنفيذه في الفناء الخلفي أن يُثري التربة، ويساعد في تخفيف التعرية واستيعاب المزيد من المياه الناتجة عن الأمطار الغزيرة. تُعتبر زهور البراري جذابة للفراشات الأصلية والملقحات الأخرى. على نطاق أوسع، تقوم المجتمعات والشركات بإنشاء مناطق من المروج المُستعادة التي بدورها تُخزن الكربون العضوي في التربة وتساعد في الحفاظ على التنوع الحيوي لـ 3000 نوعًا إضافيًا يعتمد على المراعي للأغذية والمأوى.

## الاهتمام بالبراري
تُعد الحرائق مكونًا كبيرًا لنجاح المراعي، الكبيرة منها والصغيرة. يُنصح بافتعال الحرائق المنظمة، مع تصريح، بمعدل كل 4 - 8 سنوات (بعد موسمي نمو) لحرق النباتات الميتة؛ ما يمنع بعض النباتات الأخرى من الزحف (مثل الأشجار) وإطلاق المغذيات في الأرض لتشجيع نمو أنواع جديدة. هناك بديل مُلائم للحياة البرية وهو افتعال حريق كل 4-8 سنوات، وهو ما يمثل حرق 1/4 إلى 1/8 من المسالك كل عام. سيجعل هذا الحياة البرية منزلًا كل عام مع استمرار إنجاز مهمة الحرق. ربما استخدم الأمريكيون الأصليون الحرائق للسيطرة على الآفات مثل لبوديات الشكل. إذا لم يكن من الممكن حدوث حرائق مضبوطة، فمن المستحسن استخدام جز الحشائش بمثابة بديل.
تُعد الإدارة الشاملة أحد الأساليب الحديثة المتاحة، والتي تستخدم الماشية بمثابة بديل للأنواع الرئيسية مثل البيسون. وهذا يسمح بجز الحشائش بواسطة الحيوانات التي تحاكي بدورها الطبيعة بشكل أوثق. يمكن للإدارة الشاملة أيضًا استخدام الحرائق بمثابة أداة، ولكن بطريقة محدودة أكثر وبالاقتران مع الجز الذي تقوم به الحيوانات.